# Saison 1969-1970 de la LNH
Saison précédente Saison suivante
La saison 1969-1970  est la 53e saison régulière de la Ligue nationale de hockey. Douze équipes ont joué chacune 76 matchs.

## Saison régulière
Bobby Orr des Bruins de Boston est le premier défenseur de l'histoire de la ligue à gagner le trophée Art-Ross en étant le joueur marquant le plus de points dans la saison. Il réalise cette performance en inscrivant 87 passes décisives pour un total de 120 points, à seulement six points du record établi la saison précédente par son coéquipier Phil Esposito. Orr gagne également le trophée James-Norris en étant pour la troisième année consécutive le meilleur défenseur de la ligue, les trophées Hart et Conn-Smythe en tant que meilleur joueur de la saison et des séries éliminatoires. 
Pour la troisième année consécutive, les Blues de Saint-Louis finissent premiers de la division ouest.
À l'est, la situation évolue puisque les Canadiens de Montréal passent de leur première place récurrente à la cinquième et manquent la série de peu au profit des Rangers de New York qui les devancent à la différence de buts. Ceci mène à une situation unique au cours du dernier match de la saison des Canadiens contre les Black Hawks de Chicago : alors que son équipe perd 5-2, l'entraîneur Claude Ruel choisit de sortir son gardien neuf minutes avant la fin du match pendant la troisième période. En effet, si les Canadiens ne perdent pas leur dernier match, ils accèdent aux séries. La tactique ne réussit pas et Chicago marque 5 buts supplémentaire dans le filet déserté pour remporter le match 10-2,. C'est l'unique saison entre 1948 et 1995 où les Canadiens de Montréal ratent les séries éliminatoires et leurs 92 points obtenus représentent le plus gros total de points pour une équipe non qualifiée en séries éliminatoires de la Coupe Stanley. Les Bruins et les Black Hawks, avec 99 points, se partagent la première place de la division que Chicago remporte finalement grâce à un plus grand nombre de victoires.

### Classements finaux
| Clt   | Équipe                 | PJ | V  | D  | N  | BP  | BC  | Pts |
| ----- | ---------------------- | -- | -- | -- | -- | --- | --- | --- |
| +001, | Black Hawks de Chicago | 76 | 45 | 22 | 9  | 250 | 170 | 99  |
| +002, | Bruins de Boston       | 76 | 40 | 17 | 19 | 277 | 216 | 99  |
| +003, | Red Wings de Détroit   | 76 | 40 | 21 | 15 | 246 | 199 | 95  |
| +004, | Rangers de New York    | 76 | 38 | 22 | 16 | 246 | 189 | 92  |
| +005, | Canadiens de Montréal  | 76 | 38 | 22 | 16 | 244 | 201 | 92  |
| +006, | Maple Leafs de Toronto | 76 | 29 | 34 | 13 | 222 | 242 | 71  |

| Clt   | Équipe                   | PJ | V  | D  | N  | BP  | BC  | Pts |
| ----- | ------------------------ | -- | -- | -- | -- | --- | --- | --- |
| +001, | Blues de Saint-Louis     | 76 | 37 | 27 | 12 | 224 | 179 | 86  |
| +002, | Penguins de Pittsburgh   | 76 | 26 | 38 | 12 | 182 | 238 | 64  |
| +003, | North Stars du Minnesota | 76 | 19 | 35 | 22 | 224 | 257 | 60  |
| +004, | Seals d'Oakland          | 76 | 22 | 40 | 14 | 169 | 243 | 58  |
| +005, | Flyers de Philadelphie   | 76 | 17 | 35 | 24 | 197 | 225 | 58  |
| +006, | Kings de Los Angeles     | 76 | 14 | 52 | 10 | 168 | 290 | 38  |

- Champion de la saison régulière
- Qualifié pour les séries éliminatoires

### Meilleurs pointeurs
| Joueur           | Équipe      | PJ | B  | A  | Pts |
| ---------------- | ----------- | -- | -- | -- | --- |
| Bobby Orr        | Boston      | 76 | 33 | 87 | 120 |
| Phil Esposito    | Boston      | 76 | 43 | 56 | 99  |
| Stan Mikita      | Chicago     | 76 | 39 | 47 | 86  |
| Phil Goyette     | Saint-Louis | 72 | 29 | 49 | 78  |
| Walt Tkaczuk     | New York    | 76 | 27 | 50 | 77  |
| Jean Ratelle     | New York    | 75 | 32 | 42 | 74  |
| Red Berenson     | Saint-Louis | 67 | 33 | 39 | 72  |
| Jean-Paul Parisé | Minnesota   | 74 | 24 | 48 | 72  |
| Gordie Howe      | Détroit     | 76 | 31 | 40 | 71  |
| Frank Mahovlich  | Détroit     | 74 | 38 | 32 | 70  |

## Séries éliminatoires de la Coupe Stanley

### Tableau récapitulatif
|  | Quarts de finale | Quarts de finale | Quarts de finale | Quarts de finale |    |             | Demi-finales | Demi-finales | Demi-finales | Demi-finales |  |  | Finale | Finale | Finale | Finale |
|  |                  |                  |                  |                  |    |             |              |              |              |              |  |  |        |        |        |        |
|  |                  |                  |                  |                  |    |             |              |              |              |              |  |  |        |        |        |        |
|  |                  |                  |                  |                  |    |             |              |              |              |              |  |  |        |        |        |        |
|  | E1               | Chicago          | 4                | 4                |    |             |              |              |              |              |  |  |        |        |        |        |
|  | E1               | Chicago          | 4                | 4                |    |             |              |              |              |              |  |  |        |        |        |        |
|  | E3               | Détroit          | 0                | 0                |    |             |              |              |              |              |  |  |        |        |        |        |
|  | E3               | Détroit          | 0                | 0                | E1 | Chicago     | 2            | 2            |              |              |  |  |        |        |        |        |
|  |                  |                  |                  |                  | E1 | Chicago     | 2            | 2            |              |              |  |  |        |        |        |        |
|  |                  |                  | E4               | Boston           | 4  | 4           |              |              |              |              |  |  |        |        |        |        |
|  | E2               | Boston           | E4               | Boston           | 4  | 4           | 4            | 4            |              |              |  |  |        |        |        |        |
|  | E2               | Boston           |                  |                  |    |             |              | 4            |              |              |  |  |        |        |        |        |
|  | E4               | New York         | 2                | 2                |    |             |              |              |              |              |  |  |        |        |        |        |
|  | E4               | New York         | 2                | 2                | E1 | Boston      | 4            | 4            |              |              |  |  |        |        |        |        |
|  |                  |                  |                  |                  | E1 | Boston      | 4            | 4            |              |              |  |  |        |        |        |        |
|  |                  |                  | O3               | Saint-Louis      | 0  | 0           |              |              |              |              |  |  |        |        |        |        |
|  | O1               | Saint-Louis      | O3               | Saint-Louis      | 0  | 0           | 4            | 4            |              |              |  |  |        |        |        |        |
|  | O1               | Saint-Louis      |                  |                  |    |             |              |              |              |              |  |  |        |        |        |        |
|  | O3               | Minnesota        | 2                | 2                |    |             |              |              |              |              |  |  |        |        |        |        |
|  | O3               | Minnesota        | 2                | 2                | O3 | Saint-Louis | 4            | 4            |              |              |  |  |        |        |        |        |
|  |                  |                  |                  |                  | O3 | Saint-Louis | 4            | 4            |              |              |  |  |        |        |        |        |
|  |                  |                  | O4               | Pittsburgh       | 2  | 2           |              |              |              |              |  |  |        |        |        |        |
|  | O2               | Oakland          | O4               | Pittsburgh       | 2  | 2           | 0            | 0            |              |              |  |  |        |        |        |        |
|  | O2               | Oakland          |                  |                  |    |             |              | 0            |              |              |  |  |        |        |        |        |
|  | O4               | Pittsburgh       | 4                | 4                |    |             |              |              |              |              |  |  |        |        |        |        |
|  | O4               | Pittsburgh       | 4                | 4                |    |             |              |              |              |              |  |  |        |        |        |        |
|  |                  |                  |                  |                  |    |             |              |              |              |              |  |  |        |        |        |        |

### Finale de la Coupe Stanley

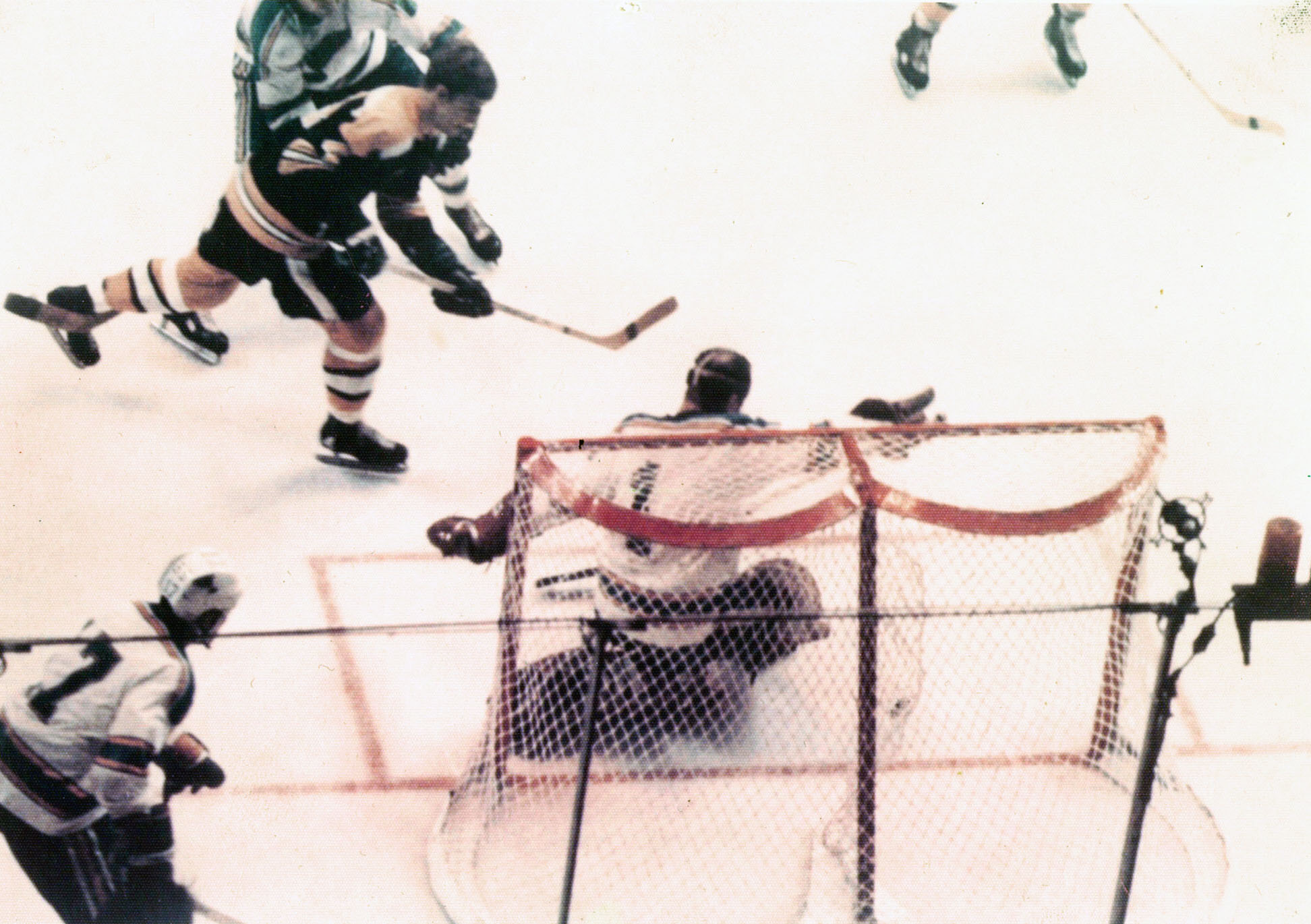
But de la victoire de Bobby Orr

Pour la troisième saison consécutive, les Blues de Saint-Louis atteignent la finale de la Coupe Stanley mais cette saison ils tombent contre les Bruins de Boston.
Ces derniers battent les Blues en quatre matchs et remportent leur première coupe en 29 ans. Bobby Orr marque le but de la victoire sur une passe de Derek Sanderson au bout de 40 secondes de prolongation. L'image de Orr volant dans les airs, les bras levés en l'air, est l'une des images les plus célèbres du hockey. En effet, Orr était marqué par Noel Picard qui a tout fait pour l'empêcher de marquer le but.
Phil Esposito des Bruins est le meilleur pointeur des séries avec 13 buts et 14 passes, suivi de Bobby Orr avec 20 points et Johnny Bucyk, autre joueur des Bruins, avec 19 points. Gerry Cheevers, gardien des Bruins, est le meilleur gardien des séries avec douze victoires. Jacques Plante des Blues a la meilleure moyenne de buts encaissés avec 1,48 but par match.

#### Résultats des matchs
| 3 mai 1970 | Boston | 6-1 | Saint-Louis |  |

| 5 mai 1970 | Boston | 6-2 | Saint-Louis |  |

| 7 mai 1970 | Saint-Louis | 1-4 | Boston |  |

| 10 mai 1970 | Saint-Louis | 3-4 | Boston |  |

## Récompenses

### Trophées
| Trophée                      | Vainqueur                  | Équipe                     |
| ---------------------------- | -------------------------- | -------------------------- |
| Trophée Calder               | Tony Esposito              | Black Hawks de Chicago     |
| Trophée Art-Ross             | Bobby Orr                  | Bruins de Boston           |
| Trophée Hart                 | Bobby Orr                  | Bruins de Boston           |
| Trophée Conn-Smythe          | Bobby Orr                  | Bruins de Boston           |
| Trophée Bill-Masterton       | Pit Martin                 | Black Hawks de Chicago     |
| Trophée James-Norris         | Bobby Orr                  | Bruins de Boston           |
| Trophée Lady Byng            | Phil Goyette               | Blues de Saint-Louis       |
| Trophée Lester-Patrick       | Eddie Shore et James Hendy | Eddie Shore et James Hendy |
| Trophée Vézina               | Tony Esposito              | Black Hawks de Chicago     |
| Trophée plus-moins de la LNH | Bobby Orr                  | Bruins de Boston           |

| Trophée                      | Équipe                 |
| ---------------------------- | ---------------------- |
| Trophée Clarence-S.-Campbell | Blues de Saint-Louis   |
| Trophée Prince de Galles     | Black Hawks de Chicago |
| Coupe Stanley                | Bruins de Boston       |

### Équipes d'étoiles
| Position       | Première équipe | Première équipe        | Deuxième équipe    | Deuxième équipe        |
| Position       | Joueur          | Équipe                 | Joueur             | Équipe                 |
| -------------- | --------------- | ---------------------- | ------------------ | ---------------------- |
| Gardien de but | Tony Esposito   | Black Hawks de Chicago | Eddie Giacomin     | Rangers de New York    |
| Défenseur      | Bobby Orr       | Bruins de Boston       | Carl Brewer        | Red Wings de Détroit   |
| Défenseur      | Brad Park       | Rangers de New York    | Jacques Laperrière | Canadiens de Montréal  |
| Ailier gauche  | Bobby Hull      | Black Hawks de Chicago | Frank Mahovlich    | Red Wings de Détroit   |
| Centre         | Phil Esposito   | Bruins de Boston       | Stan Mikita        | Black Hawks de Chicago |
| Ailier droit   | Gordie Howe     | Red Wings de Détroit   | John McKenzie      | Bruins de Boston       |